# Charles George Gordon

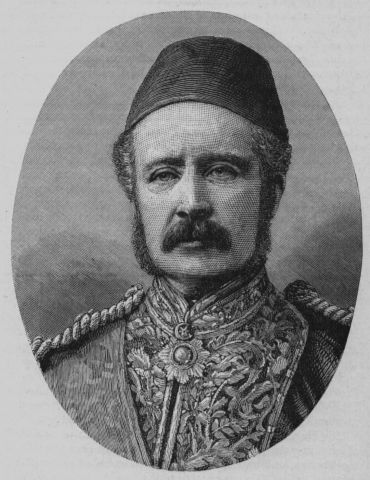
Tướng Gordon

Thiếu tướng Charles George Gordon (28 tháng 1 năm 1833 – 26 tháng 1 năm 1885), là một sĩ quan trong Quân đội Anh. Ông được biết đến qua nhiều chiến công ở Trung Hoa và bắc Phi Châu.

## Đầu đời
Gordon sinh ra tại Woolwich, Kent, vương quốc Anh trong 1 gia đình có truyền thống về quân sự (cha ông là Henry William Gordon - thiếu tướng quân đội Anh). Tất cả các anh em của Gordon sau này cũng trở thành sĩ quan trong quân đội. 
Gordon lớn lên ở Anh, Ireland, Scotland và quần đảo Ionian (dưới sự cai trị của Anh cho đến năm 1864) khi cha ông được chuyển từ đơn vị này sang đơn vị khác. Ông được học tại Trường Fullands ở Taunton, Trường Taunton và Học viện Quân sự Hoàng gia tại Woolwich. 
Khi còn là một thiếu sinh quân, Gordon được biết đến với tinh thần năng nổ, tính hiếu chiến và khuynh hướng coi thường các nguyên tắc nếu ông cảm thấy chúng ngu ngốc hoặc bất công, một đặc điểm tính cách đã khiến việc tốt nghiệp của ông bị chậm mất hai năm do các giáo viên quyết định trừng phạt ông vì vi phạm các nguyên tắc. 
Là một học viên sĩ quan, Gordon đã thể hiện tài năng đặc biệt trong việc lập bản đồ và thiết kế công sự, điều này đã dẫn đến sự lựa chọn nghề nghiệp của ông là kỹ sư quân sự hoặc công binh trong quân đội. Ông được phong hàm thiếu úy vào ngày 23 tháng 6 năm 1852, hoàn thành khóa đào tạo của mình tại Chatham và được thăng hàm trung úy vào ngày 17 tháng 2 năm 1854. Lực lượng công binh mà ông tham gia là một quân đoàn tinh nhuệ thực hiện công việc trinh sát, dẫn đầu các nhóm tiến công, phá hủy các chướng ngại vật trong các cuộc tấn công và thực hiện các hoạt động hậu phương khi rút lui cùng nhiều nhiệm vụ nguy hiểm khác.
Với tư cách là một sĩ quan, Gordon đã thể hiện sức hút và khả năng lãnh đạo mạnh mẽ, nhưng cấp trên của ông không tin tưởng ông vì ông có xu hướng bất tuân thượng lệnh nếu ông cảm thấy chúng sai hoặc bất công. Gordon thời kỳ này được miêu tả là một người đàn ông có vóc dáng trung bình, với đôi mắt xanh nổi bật, ông cũng có sức hút và khả năng truyền cảm hứng khiến cho mọi người đi theo ông đến bất cứ đâu. 

## Cuộc đời và binh nghiệp

### Chiến tranh Crimea

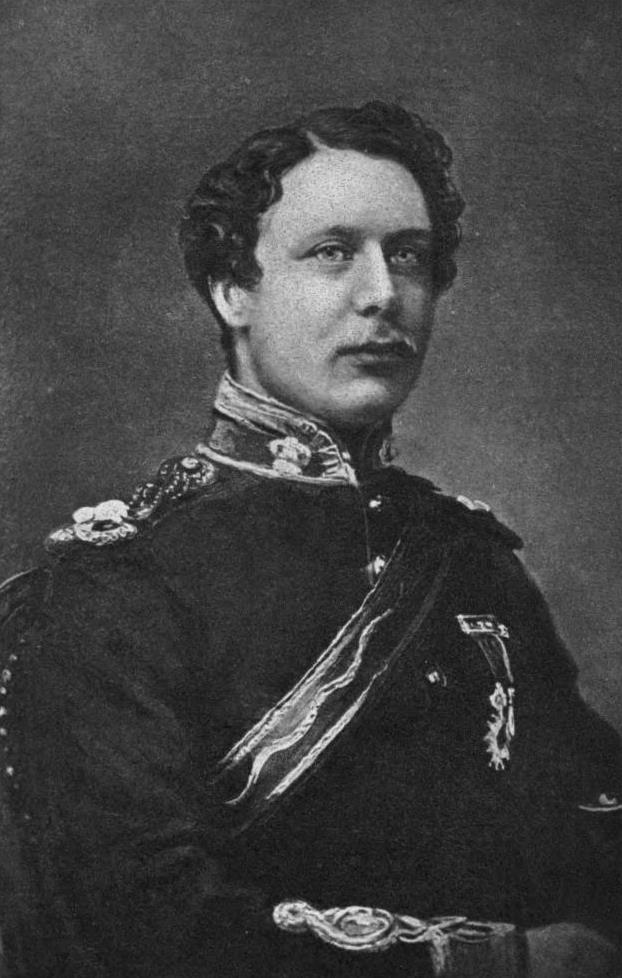
Gordon, từ một bức ảnh chụp sau chiến tranh Crimea.

Khi chiến tranh Crimea bắt đầu, Gordon được cử về ngôi nhà thời niên thiếu của ông ở Corfu, nhưng sau vài lá thư gửi đến Văn phòng Bộ Chiến tranh, ông lại được gửi đến Crimea. Ông đến Balaklava, Đế quốc Nga vào tháng 1 năm 1855.
Ông tham gia vào cuộc vây hãm Sevastopol và cuộc tấn công Redan. Với vai trò là một kỹ sư công binh, Gordon có nhiệm vụ phải vạch ra bản đồ các công sự của quân Nga tại pháo đài thành phố Sevastopol, do kỹ sư quân sự nổi tiếng người Nga, Eduard Totleben thiết kế. Đó là một công việc hết sức nguy hiểm, thường xuyên khiến ông phải hứng chịu hỏa lực của kẻ thù và bị thương lần đầu tiên khi bị một tay súng bắn tỉa Nga găm một viên đạn vào người. Gordon đã dành nhiều thời gian ở "Mỏ đá", cách người Anh gọi khu vực chiến hào đối mặt với Sevastopol của họ.
Vào ngày 18 tháng 6 năm 1855, quân đội Anh và Pháp đang bao vây bắt đầu cuộc tấn công được dự định là cuối cùng nhằm chiếm Sevastopol, bắt đầu bằng một cuộc pháo kích lớn. Gordon ở trong chiến hào tiền tuyến, nơi ông phải hứng chịu hỏa lực dữ dội, binh lính ngã xuống xung quanh, ông buộc phải ẩn nấp thường xuyên đến mức người bị bao phủ từ đầu đến chân trong bùn và máu theo đúng nghĩa đen. Bất chấp những nỗ lực hết mình của quân Liên quân Anh-Pháp, người Pháp không chiếm được pháo đài Malakhov, trong khi người Anh không chiếm được pháo đài Redan vào ngày 18 tháng 6. Thương vong của phe Anh-Pháp ngày hôm đó khá cao.
Gordon đã trải qua 34 ngày liên tục trong chiến hào xung quanh Sevastopol và nổi tiếng là một sĩ quan trẻ tài năng và dũng cảm. Bộ chỉ huy quân Anh nói rằng: "Nếu bạn muốn biết người Nga đang làm gì, hãy hỏi Charlie Gordon".
Gordon tham gia chuyến thám hiểm tới Kinburn và quay trở lại Sevastopol khi chiến tranh kết thúc. Và vì sự phục vụ của mình ở Crimea, ông đã nhận được huân chương và được Chính phủ Pháp phong chức Hiệp sĩ danh dự vào ngày 16 tháng 7 năm 1856.
Sau hòa bình, ông được bổ nhiệm vào một ủy ban quốc tế nhằm đánh dấu biên giới mới giữa Đế quốc Nga và Đế chế Ottoman ở Bessarabia. Khi Gordon lần đầu tiên đến thành phố Galatz (nay là Galați, Romania) thuộc vùng bảo hộ Moldavia của Ottoman, ông gọi thành phố này là "rất bụi bặm và không thích hợp làm nơi cư trú chút nào". Khi đến Bessarabia, ông đã kể lại trong những bức thư gửi về nhà về sự giàu có và màu mỡ của vùng nông thôn Romania, nơi sản xuất rất nhiều trái cây và rau quả ngon, cũng như sự nghèo khó của nông dân Romania.
Sau đó, Gordon được cử đi phân định biên giới vùng Armenia giữa Đế quốc Nga và Đế chế Ottoman. Gordon tiếp tục khảo sát, đánh dấu ranh giới vào Tiểu Á. 
Gordon trở lại Anh vào cuối năm 1858 và được bổ nhiệm làm giáo viên tại Chatham. Ông được thăng hàm đại úy vào ngày 1 tháng 4 năm 1859.

### Chiến trường Trung Hoa

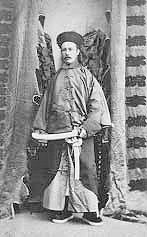
Đề đốc (提督) Charles Gordon, chỉ huy Thường Thắng quân.

Trong bối cảnh Chiến tranh Nha phiến và loạn Thái Bình, Gordon tình nguyện sang Trung Hoa năm 1860 theo chân lực lượng Đồng minh chiếm đóng Bắc Kinh và Di Hòa Viên của triều đình nhà Thanh. Ông nán lại đến tháng 4 năm 1862 thì theo tướng William Stavely rút về Thượng Hải để bảo vệ nhóm người Anh trong khi thành phố bị quân Thái Bình uy hiếp. Thế quân Thái Bình bấy giờ rất mạnh kể từ khi chiến thắng quân triều đình ở Nam Kinh năm 1853. Thị dân Thượng Hải phải mộ dân quân phòng bị, đặt dưới quyền chỉ huy của Frederick Townsend Ward, người Mỹ. Quân đội Pháp cùng lực lượng quân Anh của tướng Stavely cũng phối hợp với Ward đánh đuổi được đối phương khỏi Gia Định và Thanh Phố ở phía tây Thượng Hải, giải nguy cho thành phố. Tuy nhiên trong trận Từ Khê, Ward tử thương. Tổng đốc Giang Tô là Lý Hồng Chương đề thỉnh Stavely chọn người thay thế. Stavely tiến cử Gordon vào chức vụ đó; nên tuy ông là sĩ quan của Anh, nhiệm vụ của ông là chỉ huy quân đội nhà Thanh. Chính phủ Anh cũng thuận cho và Gordon nhậm chức chỉ huy đội Thường Thắng quân ở Tùng Giang.
Dưới trướng của ông, đội Thường Thắng giành chiến thắng ở Côn Sơn rồi Tô Châu. Vẻ vang nhất là vào năm 1864 với chiến thắng Thường Châu, bấy giờ là bản doanh của quân Thái Bình. Quân Thái Bình phải rút về Nam Kinh; đến Tháng Bảy thì Nam Kinh cũng thất thủ và lực lượng Thái Bình tan rã. Vua Thanh ban ông chức đề đốc và phong tử tước để thưởng công. Sau đó Gordon chọn hồi hương và về Anh.
Tháng 1 năm 1865, Gordon quay trở lại nước Anh và người dân nồng nhiệt gọi ông là “Gordon Trung Hoa”.

### Chiến trường Phi Châu
Năm 1871 chính phủ Anh phái Gordon làm đại diện triều đình Anh trong ủy ban quốc tế giám sát việc thông thương ở cửa sông Danube. Trên đường đến nhiệm sở ở Galatz, ông ghé Constantinopolis rồi tình cờ gặp thủ tướng Ai Cập. Nhân danh vua Ai Cập là Isma'il Pasha Gordon được mời sang Bắc Phi với chức đại tá để huấn luyện quân đội Ai Cập. Với sự đồng thuận của chính phủ Luân Đôn, ông lên đường sang Ai Cập thay vì đi Galatz.

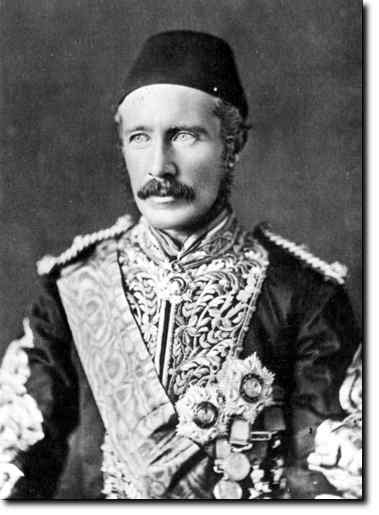
Tướng Gordon trong quân phục Ai Cập.

Lúc bấy giờ triều đình Ai Cập mới mở chiến dịch chinh phục xứ Sudan nhưng bị thổ dân nổi lên chống cự lại. Samuel Baker, một sĩ quan Anh được bổ làm chỉ huy nhưng cũng không bình định được. Triều đình Ai Cập bèn bổ nhiệm Gordon lên thay thế Baker. Ông thành công trong việc mở đường thông thương lên đến biên giới Uganda. Ông cũng có công dẹp nạn buôn nô lệ ở thượng nguồn sông Nin nhưng vì xích mích với vị thống đốc người Ai Cập ở Khartoum, ông xin từ nhiệm và bỏ về Anh.
Vua Ai Cập phải gửi thư nhắc nhở lời hứa của Gordon sẽ làm tròn nhiệm vụ nên sau đó ông trở lại nhưng với điều kiện ông được làm toàn quyền cả xứ Sudan. Triều đình Ai Cập thuận cho.
Trong khi đó ở Sudan, thổ dân nổi lên chống lại quân Ai Cập, lại thêm chiến tranh mở rộng vì tranh chấp lãnh thổ với Ethiopia. Quân đội Ai Cập bị đánh tan tác ở Gundet. Năm sau hoàng tử Hassan cũng bị đánh bại ở Gura.
Khi Gordon nhậm chức thì ông mở đường thương lượng với chính quyền Ethiopia nhưng không được hồi âm. Ông bèn sang Darfur dẹp một cuộc nổi dậy ở vùng ấy. Gordon hiên ngang chỉ một mình một ngựa và một viên thông ngôn tiến vào bản doanh của đối phương để thương thuyết. Tác phong dũng cảm đó làm số lớn quân nổi dậy quy phục. Nhóm còn lại rút về phía nam.

### Toàn quyền Sudan
Năm 1873, ông được bổ nhiệm làm thống đốc tỉnh Equatoria ở Sudan. Từ tháng 4 năm 1874 đến tháng 12 năm 1876, ông cho vẽ bản đồ thượng nguồn sông Nile, và thiết lập các căn cứ dọc sông xuôi về phía nam cho tới tận vùng đất ngày nay là nước Uganda. 
Gordon tiếp tục được thăng chức lên làm tổng đốc toàn quyền. Ông thực thi quyền hành của mình, đè bẹp quân nổi dậy và cấm buôn bán nô lệ. Tuy nhiên, tình trạng sức khỏe yếu buộc ông phải từ nhiệm và quay lại Anh vào năm 1880. Sau đó ông còn thực hiện một chuyến hành trình đến Ấn Độ, Trung Quốc và Nam Phi.

### Trở lại Anh và các chuyến hành trình
Gordon trở về Anh và thuê một căn hộ ở số 8 Victoria Grove tại London. Vào tháng 10 năm 1880, ông đã có chuyến thăm Ireland trong hai tuần, di chuyển đến Cork và đi qua hầu hết hòn đảo. Gordon "cảm thấy phát ốm" vì cảnh nghèo đói của những người nông dân Ireland, điều này khiến ông viết một bản ghi nhớ dài sáu trang cho Thủ tướng William Gladstone, thúc giục cải cách ruộng đất ở Ireland. Gordon viết: "Những người nông dân ở Tây Bắc và Tây Nam Ireland còn tệ hơn nhiều so với bất kỳ cư dân nào ở Bulgaria, Tiểu Á, Trung Quốc, Ấn Độ hay Sudan". Do đã đến tất cả những nơi đó và có thẩm quyền phát biểu, Gordon tuyên bố "vụ bê bối" về đói nghèo ở Ireland chỉ có thể chấm dứt nếu chính phủ mua đất từ các gia đình Ascendency, được biết đến như giới tinh hoa của Anh-Ireland, và trao cho những người nông dân thuê nhà nghèo khổ ở Ireland.

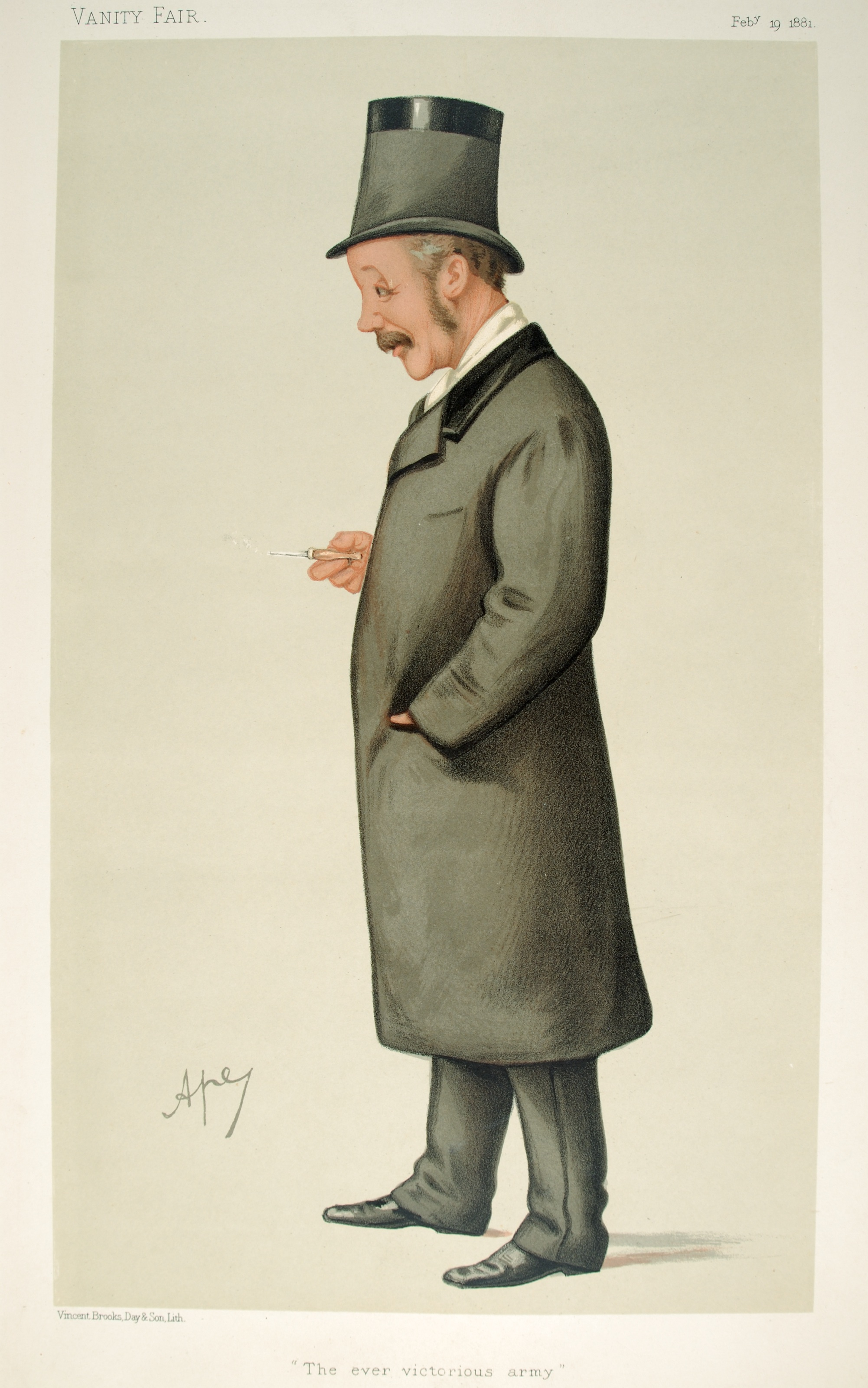
Gordon được Ape biếm họa trong tạp chí Vanity Fair năm 1881.

Gordon so sánh các kế hoạch cải cách nông thôn của mình ở Ireland với việc bãi bỏ chế độ nô lệ ở Đế quốc Anh năm 1833, và kết thúc bức thư của mình bằng lời khẳng định rằng nếu điều này được thực hiện, sự thống nhất của Vương quốc Anh sẽ được bảo tồn vì người Ireland sẽ đánh giá cao hành động công lý vĩ đại này và phong trào giành độc lập của Ireland sẽ không còn tồn tại vì "họ sẽ không còn gì để tìm kiếm từ sự kích động nữa".  Bên cạnh việc ủng hộ cải cách ruộng đất ở Ireland, Gordon đã dành mùa đông năm 1880–81 ở London để giao lưu với gia đình và một số ít bạn bè của mình. 
Vào tháng 4 năm 1881, Gordon đến Mauritius với tư cách là Chỉ huy Công binh Hoàng gia. Ông ở lại Mauritius cho đến tháng 3 năm 1882. Nhà sử học người Mỹ John Semple Galbraith mô tả Gordon đã phải chịu đựng "sự buồn chán tột độ" trong thời gian ở đây. Gordon coi công việc xây dựng pháo đài để bảo vệ Mauritius khỏi một cuộc tấn công của hải quân Nga là vô nghĩa và thành tựu chính của ông trong thời gian ở đó là khuyên chính quyền thuộc địa dời đến quần đảo Seychelles (nơi có vẻ đẹp đã khiến Gordon vô cùng xúc động) vì Gordon cho rằng không thể cai quản Seychelles từ Port Louis . 
Trong một bản ghi nhớ gửi tới London, Gordon đã cảnh báo về việc quá phụ thuộc vào Kênh đào Suez, nơi người Nga có thể dễ dàng đánh chìm một con tàu để chặn toàn bộ kênh đào, do đó Gordon đưa ra lời đề xuất về việc cải thiện tuyến đường Mũi Hảo Vọng đến Ấn Độ do người Anh phát triển bằng cách xây dựng một loạt các căn cứ ở Châu Phi và Ấn Độ Dương. Gordon đã đến thăm Seychelles vào mùa hè năm 1881 và cho rằng rằng quần đảo này là địa điểm của Vườn địa đàng. Trên đảo Praslin - Valle de Mai, Gordon tin rằng ông đã tìm thấy Cây tri thức về Thiện và Ác dưới dạng một cây coco de mer có quả rất giống với cơ thể phụ nữ. Gordon được thăng hàm thiếu tướng vào ngày 23 tháng 3 năm 1882.
Sau khi thất nghiệp, Gordon quyết định đến Palestine, vào thời điểm đó là một phần của Đế quốc Ottoman ở Syria, một khu vực mà ông đã mong muốn được đến thăm từ lâu, nơi ông sẽ ở lại trong một năm (1882–83). Trong "thời gian nghỉ ngơi sự nghiệp" của mình ở Đất Thánh, Gordon (vốn là một người sùng đạo) đã tìm cách khám phá đức tin và các địa điểm trong Kinh thánh của mình. 
Ở Jerusalem, Gordon sống với một luật sư người Mỹ, Horatio Spafford và vợ ông - Anna Spafford, những người đứng đầu thuộc địa Hoa Kỳ tại đây. Gia đình Spafford đã mất nhà cửa và phần lớn tài sản trong vụ Đại hỏa hoạn Chicago và sau đó chứng kiến một trong những người con trai của họ chết vì sốt ban đỏ, bốn người con gái của họ chết đuối trong một vụ đắm tàu, tiếp theo là cái chết của một người con trai khác cũng vì sốt ban đỏ, khiến họ tìm đến tôn giáo như một sự an ủi cho thảm kịch không thể chịu đựng được, gia đình này trở thành những người bạn đồng hành rất dễ chịu với Gordon trong thời gian ông ở Jerusalem. Sau chuyến thăm, Gordon đã gợi ý trong cuốn sách của mình Suy ngẫm về Palestine về một địa điểm khác cho Golgotha, nơi Chúa Kitô bị đóng đinh. Địa điểm này nằm ở phía bắc của địa điểm truyền thống tại Nhà thờ Mộ Thánh và hiện được biết đến với tên "Ngôi mộ trong vườn".
Vua Leopold II sau đó lại đề nghị Gordon tiếp quản Nhà nước Tự do Congo. Ông chấp nhận và trở về London để chuẩn bị, nhưng ngay sau khi ông trở về, người Anh yêu cầu ông phải ngay lập tức đến Sudan, nơi tình hình đã xấu đi nghiêm trọng sau khi ông rời đi — một cuộc nổi loạn khác đã nổ ra, do người tự xưng là Mahdi lãnh đạo. 

### Trở lại Sudan
Năm 1881 là năm Hồi giáo 1298, năm đánh dấu sự xuất hiện của thế kỷ mới, Muhammad Admad tuyên bố rằng ông ta là Mahdi và tuyên bố một cuộc thánh chiến chống lại nhà nước Ai Cập. Sự bóc lột Sudan kéo dài của Ai Cập đã khiến nhiều người Sudan tập hợp dưới lá cờ đen của Mahdi khi ông hứa sẽ trục xuất người Ai Cập, những người mà Ahmad lên án là những kẻ bội giáo, và ông tuyên bố sẽ thành lập một nhà nước Hồi giáo chính thống đánh dấu sự trở lại của "Hồi giáo thuần khiết" được cho là đã được thực hành vào thời của Nhà tiên tri Mohamed ở Ả Rập.

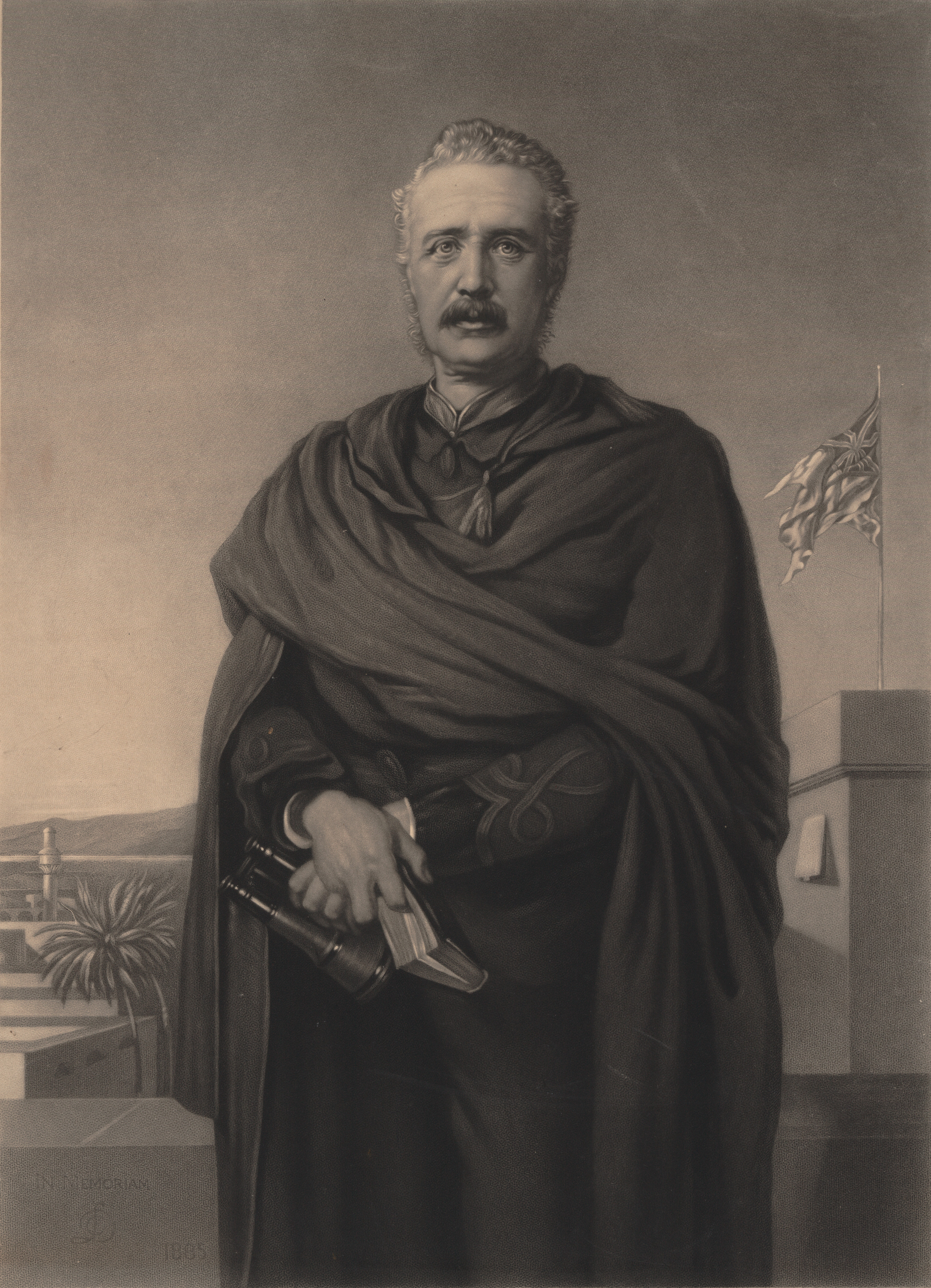
Tướng Gordon ở Khartoum.

Ngoài ra, chính sách tăng thuế để trả nợ của Phó vương Ai Cập - Isma'il Pasha đã gây ra nhiều sự phẫn nộ ở cả Ai Cập và Sudan. Năm 1882, cơn thịnh nộ của những người theo chủ nghĩa dân tộc ở Ai Cập chống lại các chính sách kinh tế của Bá tước Evelyn Baring - Tổng lãnh sự Anh tại Ai Cập đã dẫn đến cuộc nổi loạn của Đại tá Urabi Pasha, cuộc nổi loạn này đã bị quân đội Anh-Ai Cập đàn áp. Từ tháng 9 năm 1882 trở đi, Ai Cập thực tế là một vùng bảo hộ của Anh do Baring cai trị, mặc dù về mặt lý thuyết, Ai Cập vẫn là một tỉnh của Ottoman với mức độ tự chủ rất rộng cho đến năm 1914. Với việc Ai Cập nằm dưới sự cai trị của Anh, người Anh cũng thừa hưởng các vấn đề các thuộc địa của Ai Cập trong đó có Sudan, nơi mà người Ai Cập đang mất quyền kiểm soát vào tay Mahdi.

Vào đầu năm 1884, Gordon vốn không quan tâm đến vấn đề Sudan do đã nhận công việc của Nhà nước Tự do Congo mới thành lập. Gordon — bất chấp hoặc đúng hơn là vì địa vị anh hùng chiến tranh của mình — không thích sự công khai và cố gắng tránh báo chí khi ông ở Anh. Trong khi ở với chị gái mình tại Southampton, Gordon đã tiếp một vị khách bất ngờ, cụ thể là William Thomas Stead, biên tập viên của The Pall Mall Gazette , người mà Gordon miễn cưỡng đồng ý trả lời phỏng vấn. Gordon muốn nói về Congo, nhưng Stead liên tục thúc ép ông nói về Sudan. Cuối cùng, sau nhiều lần thúc giục từ phía Stead, Gordon đã mở lòng và chỉ trích chính sách Sudan của Thủ tướng Gladstone, ông đòi hỏi sự can thiệp bằng vũ lực để đánh bại Mahdi. Gordon đã đưa ra dự đoán về thuyết domino của thế kỷ 19, tuyên bố rằng:
Mối nguy hiểm nảy sinh từ ảnh hưởng mà cảnh tượng một quyền lực Hồi giáo chiến thắng được thiết lập gần biên giới sẽ tác động đến dân chúng mà chúng ta cai trị. Tại tất cả các thành phố ở Ai Cập, người dân sẽ cảm nhận rằng những gì Mahdi đã làm, họ cũng có thể làm và giống như ông ta đã đẩy lùi kẻ xâm nhập (người Anh), họ cũng có thể làm điều tương tự.
Stead đã công bố cuộc phỏng vấn của mình vào ngày 9 tháng 1 năm 1884, trên trang nhất của Pall Mall Gazette cùng với một bài xã luận có tựa đề "Gordon Trung Hoa cho vấn đề Sudan".
Năm 1880, Đảng Tự do đã giành chiến thắng trong cuộc tổng tuyển cử trên nền tảng chính sách cắt giảm quân ở nước ngoài, và Gladstone đã đưa các nguyên tắc của mình vào thực tiễn bằng cách rút quân khỏi Transvaal và Afghanistan vào năm 1881. Có một phe phái bí mật trong Bộ Chiến tranh do Wolseley lãnh đạo, những người cảm thấy rằng chính phủ hiện tại quá thiên về việc rút quân khỏi nhiều nơi trên thế giới, và những người này quyết tâm phá hoại việc rút quân khỏi Sudan. Gordon và Wolseley vốn là bạn tốt và sau một cuộc họp với Wolseley tại Bộ Chiến tranh để thảo luận về cuộc khủng hoảng ở Sudan, Gordon rời đi với niềm tin rằng ông phải đến Sudan để "thực hiện công việc của Chúa". 
Với dư luận đòi hỏi phải cử Gordon đến Sudan, chính quyền Gladstone đã quyết định cử ông đến đó, mặc dù với nhiệm vụ rất hạn chế là báo cáo về tình hình và tư vấn về phương tiện tốt nhất để thực hiện cuộc di tản. 
Tháng 1 năm 1884, Gordon trở lại Sudan để giải cứu quân đội Ai Cập khỏi Khartoum đang bị uy hiếp bởi quân nổi dậy Sudan do Muhammad Admad al-Mahdi dẫn đầu.

### Cuộc vây hãm Khartoum

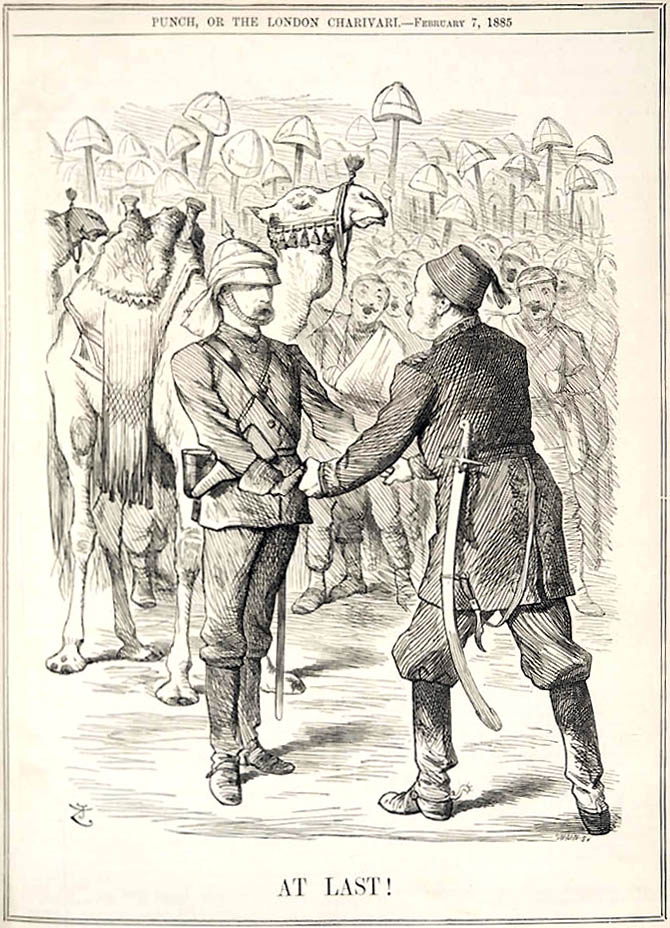
Một bức biếm họa về Charles Gordon chào đón quân tiếp viện tại Khartoum năm 1885. Được xuất bản trước khi Gordon qua đời.

Gordon khởi hành đến Cairo vào tháng 1 năm 1884. Tại Cairo, ông nhận được thêm chỉ thị từ Sir Evelyn Baring (Tổng lãnh sự Anh tại Ai Cập) và được Phó vương Ai Cập - Tewfik Pasha bổ nhiệm làm Toàn quyền có quyền hành pháp, người cũng đã ban cho Gordon một sắc lệnh ra lệnh cho ông thành lập một chính phủ ở Sudan. Sau này Gordon sẽ sử dụng điều này làm lý do để ở lại Khartoum. Baring không chấp thuận việc cử Gordon đến Sudan, ông viết trong một báo cáo gửi đến London rằng: "Một người thường xuyên tham khảo ý kiến của Tiên tri Isaiah khi gặp khó khăn thì không có khả năng tuân theo lệnh của bất kỳ ai". Gordon ngay lập tức xác nhận mối lo ngại của Baring khi ông bắt đầu đưa ra các tuyên bố trên báo chí chỉ trích những kẻ nổi loạn là "một lũ Dervish hôi thối yếu ớt" và yêu cầu được phép "đập tan Mahdi". Gordon đã gửi một bức điện tín tới binh lính ở Khartoum với nội dung: "Đừng hoảng sợ. Các người là đàn ông, không phải phụ nữ. Tôi đang tới, Gordon".
Sau khi đến Khartoum, Gordon tuyên bố rằng vì danh dự, ông sẽ không sơ tán khỏi Khartoum, mà sẽ giữ thành phố chống lại Mahdi. Gordon được đám đông khoảng 9.000 người chào đón nồng nhiệt khi ông trở về Khartoum, nơi đám đông liên tục hô vang "Father!" và "Sultan!". Gordon đảm bảo với người dân Khartoum trong bài phát biểu bằng tiếng Ả Rập thô sơ của mình rằng Mahdi "đang đến cùng quân đội Hồi giáo của hắn diễu hành dưới những lá cờ đen của họ, nhưng đừng sợ vì ở đây hắn sẽ bị chặn lại". Gordon có một đội quân đồn trú khoảng 8.000 binh lính được trang bị súng trường Remington, cùng với một kho đạn khổng lồ chứa hàng triệu viên đạn.
Gordon bắt đầu nhiệm vụ đưa phụ nữ, trẻ em, người bệnh và người bị thương đến Ai Cập. Khoảng 2.500 người đã được di tản trước khi lực lượng của Mahdi tiến gần đến Khartoum. Gordon hy vọng sẽ bổ nhiệm nhà lãnh đạo địa phương có ảnh hưởng, Sebehr Rahma, để nắm quyền kiểm soát Sudan, nhưng chính phủ Anh đã từ chối hỗ trợ một người từng là kẻ buôn nô lệ. Trong thời gian ở Khartoum, Gordon kết bạn với nhà báo người Ireland Frank Powers, phóng viên của tờ The Times tại Sudan. Powers rất vui mừng vì Gordon lôi cuốn, không có định kiến chống Công giáo và đối xử với ông như một người bình đẳng. Powers tôn thờ anh hùng đã viết về Gordon: "Tôi tin rằng ông ấy thực sự là người đàn ông vĩ đại nhất của thế kỷ này". Gordon đã cấp cho Powers quyền tiếp cận đặc biệt và đổi lại, Powers bắt đầu viết một loạt bài báo phổ biến cho tờ The Times mô tả Gordon là người anh hùng đơn độc chống lại một đám đông người Hồi giáo cuồng tín. 
Gordon đã công khai tất cả các công văn cá nhân của mình gửi đến London trong nỗ lực giành được sự ủng hộ của dư luận, ông viết trên một công văn: "Không có gì bí mật đối với tôi". Có thời điểm, Gordon đã đề xuất trong một bức điện tín gửi cho Gladstone rằng Sultan Abdul-Hamid II của Ottoman khét tiếng tham nhũng có thể bị hối lộ để gửi 3.000 quân Ottoman đến giải cứu Khartoum và nếu chính phủ Anh không muốn và/hoặc không có khả năng trả số tiền đó, ông chắc chắn rằng Giáo hoàng Leo XIII hoặc một nhóm triệu phú người Mỹ sẽ phải trả. 
Cuộc tiến công của phiến quân về Khartoum diễn ra đồng thời với một cuộc nổi loạn ở miền đông Sudan. Đại tá Valentine Baker chỉ huy một lực lượng Ai Cập rời khỏi Suakin và bị đánh bại thảm hại bởi 1.000 chiến binh Haddendowa, những người tuyên bố lòng trung thành của họ với Mahdi, khiến 2.225 binh lính Ai Cập và 96 sĩ quan thiệt mạng. Vì quân đội Ai Cập tại Suakin liên tục bị đánh bại, một lực lượng Anh đã được gửi đến Suakin dưới quyền chỉ huy của tướng Sir Gerald Graham, người đã đẩy lui quân nổi loạn trong một cuộc chiến khốc liệt. Vào ngày 13 tháng 3 năm 1884, Graham bị tấn công bởi quân Haddendowa và ông đã bị đánh bại. 
Sự hung bạo của các chiến binh Haddendowa đã làm kinh ngạc người Anh và Graham lập luận rằng ông cần nhiều quân hơn nếu ông muốn tiến sâu hơn vào Sudan trong khi một phóng viên báo đưa tin rằng những người lính Anh bình thường không hiểu tại sao họ lại ở Sudan để chiến đấu với "những kẻ dữ tợn như vậy" vì "lợi ích của những người Ai Cập khốn khổ". Gordon thúc giục mở con đường từ Suakin đến Berber, nhưng yêu cầu của ông đã bị chính phủ ở London từ chối.
Vào tháng 4, Graham cùng lực lượng của ông ta đã rút lui và Gordon cùng Sudan đã bị bỏ lại. Quân đồn trú tại Berber đã đầu hàng vào tháng 5 và Khartoum đã hoàn toàn bị cô lập. 
Gordon quyết định ở lại và phòng thủ Khartoum bất chấp lệnh của chính phủ Gladstone chỉ cho phép ông báo cáo về phương tiện tốt nhất để giám sát việc di tản khỏi Sudan. Trong nhật ký của mình, Gordon đã viết: "Tôi thừa nhận rằng mình đã rất bất tuân Chính phủ, Nữ hoàng và các quan chức của chính phủ, nhưng đó là bản chất của tôi và tôi không thể làm gì khác. Tôi sợ rằng tôi thậm chí còn chưa thử chơi cầu lông và đánh cầu lông với họ.Tôi biết nếu tôi là thủ lĩnh, tôi sẽ không bao giờ sử dụng bản thân mình vì tôi là một kẻ bất trị". 
Do dư luận, chính phủ Anh không dám sa thải Gordon, nhưng Nội các vô cùng tức giận về sự bất tuân lệnh của Gordon, nhiều người nói riêng rằng nếu Gordon muốn bất chấp mệnh lệnh bằng cách giữ Khartoum, thì ông ta sẽ nhận được những gì xứng đáng. Bản thân Gladstone coi những cuộc tấn công của Gordon vào chính sách Sudan của ông là rất cá nhân. Một bộ trưởng Nội các đã viết: "Các tờ báo London và Đảng Bảo thủ kêu gọi một cuộc thám hiểm đến Khartoum, trước đây là vì thiếu hiểu biết, sau này là vì đó là mô hình tốt nhất để làm chúng ta xấu hổ ... Tất nhiên đó không phải là một nhiệm vụ bất khả thi, nhưng thật buồn khi nghĩ đến sự lãng phí sinh mạng và tiền của cho chuyện đó". Chính Nội các Anh cũng đã chia rẽ và bối rối về việc phải làm gì đối với cuộc khủng hoảng Sudan, dẫn đến việc ra quyết định một cách cực kỳ rối loạn. 
Gordon đã tổ chức phòng thủ Khartoum một cách năng nổ ngay từ khi ông đến đây, ông đã sử dụng kiến thức của mình với tư cách là một kỹ sư quân sự để biến thành phố thành một pháo đài. Ngoài ra, Gordon còn cho gắn súng và tấm giáp vào các tàu hơi nước chạy bằng bánh lái được bố trí tại Khartoum để tạo ra lực lượng hải quân trên sông của riêng mình, đóng vai trò là lực lượng hiệu quả chống lại phiến quân.
Gordon đánh giá thấp về quân đội Ai Cập, Thổ Nhĩ Kỳ và Ả Rập Sudan dưới quyền chỉ huy của mình - những người mà ông liên tục mô tả là một đám đông nổi loạn, thiếu kỷ luật và được đào tạo kém và chỉ giỏi cướp bóc - nhưng lại đánh giá cao hơn nhiều về những người lính Sudan Đen của mình, hầu hết trong số họ là những cựu nô lệ, những người thà chết khi chiến đấu như những người tự do còn hơn sống như một nô lệ một lần nữa, người ta đều biết rằng lực lượng của Mahdi sẽ bắt người da đen ở Khartoum làm nô lệ sau khi họ chiếm được thành phố. Quân đội Sudan Đen, nhiều người đến từ nơi hiện là Nam Sudan, đã chứng tỏ họ là đội quân giỏi nhất của Gordon tại Khartoum và có quân số khoảng 20 - 300 người.
Cuộc bao vây Khartoum của lực lượng Mahdist, do chính Mahdi chỉ huy, bắt đầu vào ngày 18 tháng 3 năm 1884. Ban đầu, cuộc bao vây Khartoum về bản chất giống một cuộc phong tỏa hơn là một cuộc bao vây thực sự vì lực lượng Mahdi không đủ sức để tiến hành một cuộc bao vây đúng nghĩa. Chính phủ Anh đã quyết định từ bỏ Sudan, nhưng rõ ràng là Gordon có những kế hoạch khác và công chúng ngày càng kêu gọi một cuộc viễn chinh cứu trợ.
Vào ngày 25 tháng 7 năm 1884, Nội các Anh bất chấp sự phản đối của Thủ tướng, đã bỏ phiếu để gửi một đoàn thám hiểm cứu trợ đến Khartoum. Vào ngày 5 tháng 8 năm 1884, Hạ viện đã bỏ phiếu để gửi lực lượng cứu trợ với ngân sách 300.000 bảng Anh.
Khartoum bắt đầu bị bao vây vào tháng 3 năm 1884, nhưng không bị cắt đứt khỏi thế giới bên ngoài trong một thời gian đáng kể sau đó. Các tàu hơi nước bọc thép của Gordon tiếp tục ra vào Khartoum mà không gặp nhiều khó khăn trong sáu tháng đầu tiên của cuộc bao vây và mãi đến tháng 9 năm 1884, các tàu hơi nước bọc thép mới gặp khó khăn khi tiếp cận thành phố.
Gordon đã tiến hành một cuộc phòng thủ rất mạnh mẽ, ông phái những tàu hơi nước bọc thép của mình ra để giao chiến với các trại của phiến quân dọc theo Sông Nin Xanh trong khi ông thường xuyên đột kích vào những kẻ bao vây và khiến lực lượng của Madhi chịu tổn thất. Vui mừng trước những thành công này, Gordon đã viết trong nhật ký của mình: "Chúng ta sẽ cầm cự ở đây mãi mãi".
Để duy trì tinh thần, Gordon đã cho một đội quân nhạc biểu diễn hòa nhạc miễn phí tại quảng trường trung tâm vào mỗi tối thứ sáu và chủ nhật, cũng như trao huân chương cho binh lính của mình. Mặc dù các đường dây điện báo đến Cairo đã bị cắt, Gordon đã sử dụng các đường dây điện báo còn lại để xây dựng mạng lưới điện báo của riêng mình trong Khartoum, liên kết lực lượng canh giữ các bức tường thành của Khartoum với cung điện Toàn quyền, điều đó giúp ông luôn cập nhật những gì đang xảy ra. Để làm chậm các cuộc tấn công của quân nổi dậy, Gordon đã chế tạo những quả mìn thô sơ từ những chiếc can đựng nước chứa đầy thuốc nổ và để đánh lừa kẻ thù về số lượng quân của mình, ông đã dựng những hình nộm bằng gỗ mặc quân phục dọc theo các bức tường của Khartoum hướng ra sông Nile Xanh.
Đến tháng 8 năm 1884, chính phủ Anh mới quyết định thực hiện các bước để giải cứu Gordon, với lực lượng cứu trợ của Anh, được gọi là Chuyến thám hiểm sông Nile, hay phổ biến hơn là Chuyến thám hiểm cứu trợ Khartoum hoặc Chuyến thám hiểm cứu trợ Gordon (một cái tên mà Gordon cực lực phản đối). Lực lượng cứu viện, dưới sự chỉ huy của người bạn cũ của Gordon, Thống chế Sir Garnet Wolseley, đã không sẵn sàng cho đến tháng 11 năm 1884. Wolseley trước đó đã phục vụ ở Canada, nơi ông chỉ huy chuyến thám hiểm sông Red năm 1870, trong thời gian đó, ông đã giành sự tôn trọng đáng kể đối với các kỹ năng của những nhà thám hiểm người Pháp-Canada, và bây giờ nhấn mạnh rằng ông không thể đi ngược sông Nile mà không có những người đó với tư cách là hoa tiêu và người lái thuyền trên sông. 
Phải mất khá nhiều thời gian để thuê những nhà thám hiểm ở Canada và đưa họ đến Ai Cập, điều này đã làm chậm trễ chuyến thám hiểm. Một số nhà thám hiểm đến Ai Cập hóa ra là một nhóm luật sư do một thành viên hội đồng thành phố Toronto dẫn đầu, người muốn thấy "niềm vui" của chiến tranh và vô dụng trong vai trò là người lái thuyền. Wolseley là một vị tướng có tài năng trong công tác hành chính, tuy nhiên với tư cách là một chỉ huy chiến trường, Wolseley chậm chạp, cứng nhắc và quá thận trọng, khiến ông ta, hoàn toàn không đủ tiêu chuẩn để chỉ huy đoàn thám hiểm cứu trợ vì ông ta tìm ra hết lý do này đến lý do khác để tiến lên sông Nile với tốc độ chậm chạp. Ví dụ như Wolseley có thể thuê những người lái thuyền người Ai Cập biết sông Nile để làm hoa tiêu trên sông thay vì đưa những nhà thám hiểm từ Canada sang, những người không biết gì về sông Nile và hơn nữa, Wolseley chỉ thuê những người đó sau khi ông ta đến Ai Cập.

### Thất thủ ở Khartoum
Vào ngày 4 tháng 9 năm 1884, vận mệnh của Gordon trở nên tồi tệ hơn khi cấp dưới có năng lực nhất của ông, Mohammed Aly, cùng với khoảng 1.000 quân giỏi nhất của Gordon, đã bị tiêu diệt trong một cuộc phục kích (khi đang tiến hành một cuộc đột kích vào quân nổi dậy).
Vào ngày 9 tháng 9 năm 1884, một tàu hơi nước bọc thép - Abbas, trên đường đến Cairo, đã bị phiến quân bắt giữ lần đầu tiên và tất cả mọi người trên tàu đều thiệt mạng. Trong số những người thiệt mạng có người phát ngôn không chính thức của Gordon, nhà văn nhiệt huyết và nhà báo của tờ The Times - Frank Powers, Tham mưu trưởng của Gordon, Đại tá Stewart và lãnh sự Pháp tại Khartoum, ông Léon Herbin, tất cả những người mà Gordon đã cử đến Cairo để cầu xin cứu trợ. Gordon nhận được một lá thư từ Mahdi chế giễu ông về việc giết hại những người bạn của ông là Powers và Stewart, đồng thời cảnh báo rằng Gordon sẽ là người tiếp theo nếu như ông không chịu đầu hàng. Gordon cay đắng viết trong nhật ký của mình: "Không thể nói thêm lời nào với tên Mohammed Achmed này nữa".
Các tuyến phòng thủ mà Gordon xây dựng bằng các ụ đất, mìn và dây thép gai đã gây ra nhiều khó khăn cho quân nổi dậy và khiến những nỗ lực tấn công Khartoum của họ đã thất bại, nhưng họ đã học được cách sử dụng pháo Krupp để dần dần phá vỡ các tuyến phòng thủ. Để chống lại các tàu hơi nước bọc thép của Gordon, Mahdi đã xây dựng một loạt các pháo đài dọc theo sông Nile được trang bị pháo Krupp và theo thời gian, chúng đã khiến hải quân của Gordon gần như không thể hoạt động.
Đến cuối năm 1884, cả quân đồn trú và dân chúng Khartoum đều chết đói, không còn ngựa, lừa, mèo hay chó nào ở Khartoum vì người dân đã ăn hết chúng. Gordon nói với dân thường Khartoum rằng bất kỳ ai muốn rời đi, thậm chí là gia nhập quân đội của Mahdi, đều được tự do làm như vậy. Khoảng một nửa dân số đã chấp nhận lời đề nghị của ông và nhanh chóng rời khỏi thành phố. Một ghi chú do Gordon viết vào ngày 14 tháng 12 đã được một sứ giả từ Khartoum gửi đi, người này đã đến được quân đội của Wolseley vào ngày 30 tháng 12 năm 1884. 
Tờ giấy ghi "Khartoum ổn. Có thể cầm cự trong nhiều năm. CG Gordon", nhưng người đưa tin (người biết rất ít tiếng Anh) đã ghi nhớ một thông điệp khác, đen tối hơn từ Gordon, cụ thể là: "Chúng tôi muốn ông đến nhanh chóng".  Cùng tháng đó, Gordon nhận được một lá thư từ Mahdi đề nghị ông được an toàn rời khỏi Khartoum: "Chúng tôi đã viết thư cho ông để ông trở về đất nước của mình ... Tôi nhắc lại với ông lời của Allah. Đừng tự hủy hoại mình. Chính Allah thương xót ông".
Trong tháng 11 và tháng 12 năm 1884, nhật ký của Gordon cho thấy những tác động căng thẳng của cuộc bao vây, khi ông ở trong tình trạng kiệt sức về mặt tinh thần, một người đàn ông bên bờ vực của sự điên loạn. Trong những tháng cuối đời, Gordon dao động giữa nỗi khao khát được tử vì đạo và cái chết so với nỗi kinh hoàng tột độ trước viễn cảnh về sự sụp đổ của chính mình khi giờ phút hủy diệt của ông đang đến gần. Ngay cả khi lực lượng cứu viện đã đến được với ông, vẫn chưa rõ liệu ông có rời khỏi Khartoum hay không, như Gordon đã viết trong nhật ký của mình: "Nếu bất kỳ sứ giả hoặc lá thư nào đến đây ra lệnh cho tôi xuống, TÔI SẼ KHÔNG TUÂN THEO, MÀ SẼ Ở LẠI ĐÂY VÀ SỤP ĐỔ CÙNG VỚI THÀNH PHỐ!".
Vào một thời điểm khác, Gordon bị ám ảnh bởi cái chết đã viết trong nhật ký của mình: "Thà bị bắn vào não còn hơn là chết mà không được ai quan tâm".  Trong một lá thư gửi đến Cairo vào tháng 12, Gordon viết: "Tạm biệt. Bạn sẽ không bao giờ nghe tin tức gì từ tôi nữa. Tôi sợ rằng sẽ có sự phản bội trong quân đồn trú, và tất cả sẽ kết thúc vào Giáng sinh". 
Vào ngày 14 tháng 12 năm 1884, Gordon đã viết mục cuối cùng trong nhật ký của mình, trong đó có đoạn: "Bây giờ HÃY ĐÁNH DẤU ĐIỀU NÀY, nếu Lực lượng Viễn chinh và tôi yêu cầu không quá hai trăm người, không đến trong mười ngày, thành phố có thể thất thủ ; và tôi đã làm hết sức mình vì danh dự của đất nước. Tạm biệt, Tổng tư lệnh Gordon". Gordon hút thuốc liên tục rồi đi đi lại lại trên gác mái cung điện của mình vào ban ngày, vô vọng tìm kiếm khói trên sông Nile báo hiệu rằng tàu hơi nước đang đến và dành phần lớn thời gian còn lại để cầu nguyện.
Vào ngày 5 tháng 1 năm 1885, quân nổi dậy chiếm được pháo đài ở Omdurman, cho phép họ sử dụng pháo Krupp để bắn phá dữ dội vào các tuyến phòng thủ của Khartoum. Trong những tuần cuối đời, những người biết Gordon mô tả ông: "một người đàn ông hút thuốc liên tục, đầy giận dữ, tuyệt vọng, mặc bộ đồng phục tồi tàn, người đã dành hàng giờ để nói chuyện với một con chuột mà ông chia sẻ văn phòng cùng khi ông không tấn công những người hầu Sudan của mình bằng cây gậy mây trong một trong những cơn thịnh nộ của mình".
Vào ngày 24 tháng 1, hai trong số những chiếc tàu hơi nước, dưới quyền chỉ huy của Sir Charles Wilson, chở 20 người lính của Trung đoàn Sussex mặc áo dài màu đỏ để dễ nhận biết họ là người Anh, được cử đi làm nhiệm vụ trinh sát thuần túy đến Khartoum, với lệnh từ Wolseley là không được cố gắng giải cứu Gordon hay mang đạn dược hoặc thực phẩm cho ông ta. Vào tối ngày 24 tháng 1 năm 1885, Mahdi đã gặp các tướng lĩnh của mình, dẫn đầu là chú của ông - Muhammad Abd al-Karim, người đã nói với ông ta rằng, với mực nước thấp của sông Nile và Wolseley đang ở gần, đã đến lúc phải tấn công Khartoum bây giờ hoặc rút lui. Khi bình minh ló rạng vào sáng ngày 26 tháng 1 năm 1885, các trung đoàn phiến quân, dẫn đầu bởi lính súng trường chỉ huy và lính cầm giáo đi theo, đã diễu hành ra khỏi trại của họ dưới những lá cờ đen. 
Quân nổi dậy bắt đầu đợt tấn công cuối cùng bằng cách tấn công thành phố qua các khoảng trống phòng thủ do mực nước sông Nile thấp gây ra và sau một giờ chiến đấu, những người bảo vệ đói khát đã từ bỏ cuộc chiến và thành phố đã thuộc về quân nổi dậy. Phiến quân tuyên bố không giữ tù binh và khoảng 7.000 người bảo vệ thành phố đều bị giết.
Khi đến Khartoum vào ngày 28 tháng 1, các tàu pháo trinh sát của quân Anh phát hiện ra rằng thành phố đã bị chiếm và Gordon đã bị giết chỉ hai ngày trước đó, thật trùng hợp, hai ngày trước sinh nhật lần thứ 52 của ông. Dưới hỏa lực dữ dội của phiến quân Mahdi  trên bờ, hai tàu hơi nước quay trở lại xuôi dòng. 
Báo chí Anh chỉ trích lực lượng cứu viện vì đến muộn hai ngày, nhưng lực lượng cứu viện chính lúc đó không ở gần Khartoum và chỉ có nhóm trinh sát dưới quyền Sir Charles Wilson trên hai tàu pháo đã cố gắng đến Khartoum, mặc dù sau đó người ta lập luận rằng lực lượng của Mahdi đã có thông tin tình báo tốt, và nếu quân đoàn lạc đà tiến lên sớm hơn, cuộc tấn công cuối cùng vào Khartoum cũng sẽ diễn ra sớm hơn. Cuối cùng, những chiếc thuyền được gửi đến không phải để giải cứu Gordon, người không được mong đợi sẽ đồng ý từ bỏ thành phố và lực lượng nhỏ cùng nguồn cung cấp hạn chế trên tàu chỉ có thể cung cấp hỗ trợ quân sự ít ỏi cho những người bị bao vây trong mọi trường hợp.

### Cái chết
Cái chết của Gordon vẫn chưa rõ ràng, nhưng nó đã được lãng mạn hóa trong một bức tranh nổi tiếng của George William Joy — General Gordon's Last Stand (1893, hiện đang ở Phòng trưng bày nghệ thuật thành phố Leeds), và một lần nữa trong bộ phim Khartoum (1966) với Charlton Heston vào vai Gordon. Câu chuyện phổ biến nhất về cái chết của Gordon là ông mặc bộ quân phục màu xanh lam nghi lễ bện vàng của Toàn quyền cùng với mũ fez đỏ của Pasha và ông ra đi mà không có vũ khí, ngoại trừ cây gậy mây của mình, để rồi bị quân nổi dậy hạ sát.

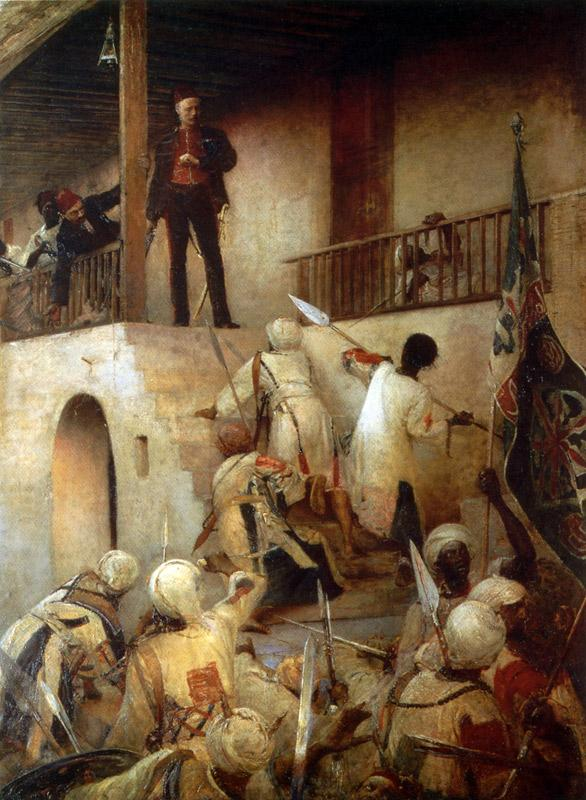
Cuộc chiến cuối cùng của tướng Gordon

Gordon rõ ràng đã bị giết tại cung điện Toàn quyền khoảng một giờ trước bình minh. Mahdi đã ra lệnh nghiêm ngặt cho ba Khalifas của mình không được giết Gordon. Các mệnh lệnh đã không được tuân theo. Những người hầu Sudan của Gordon sau đó đã tuyên bố rằng Gordon đã không chỉ ra ngoài với cây gậy mây của mình, mà còn mang theo một khẩu súng lục đã nạp đạn cùng thanh kiếm của mình và đã chết khi chiến đấu với phiến quân. 
Gordon chết trên bậc cầu thang ở góc tây bắc của cung điện, nơi ông và người hầu của mình, Agha Khalil Orphali, đã bắn vào kẻ thù. Orphali bị đánh bất tỉnh và không thấy Gordon chết. Khi tỉnh lại vào buổi chiều hôm đó, ông thấy xác Gordon đầy ruồi và đầu bị cắt đứt. 
Một thương gia, Bordeini Bey, đã thoáng thấy Gordon đứng trên bậc thềm cung điện trong bộ đồng phục màu trắng nhìn vào bóng tối. Bằng chứng tốt nhất cho thấy Gordon đã ra ngoài để đối đầu với kẻ thù, bắn hạ một số kẻ địch bằng khẩu súng lục ổ quay của mình và sau khi hết đạn, ông ta rút kiếm ra chỉ để bị bắn hạ. 

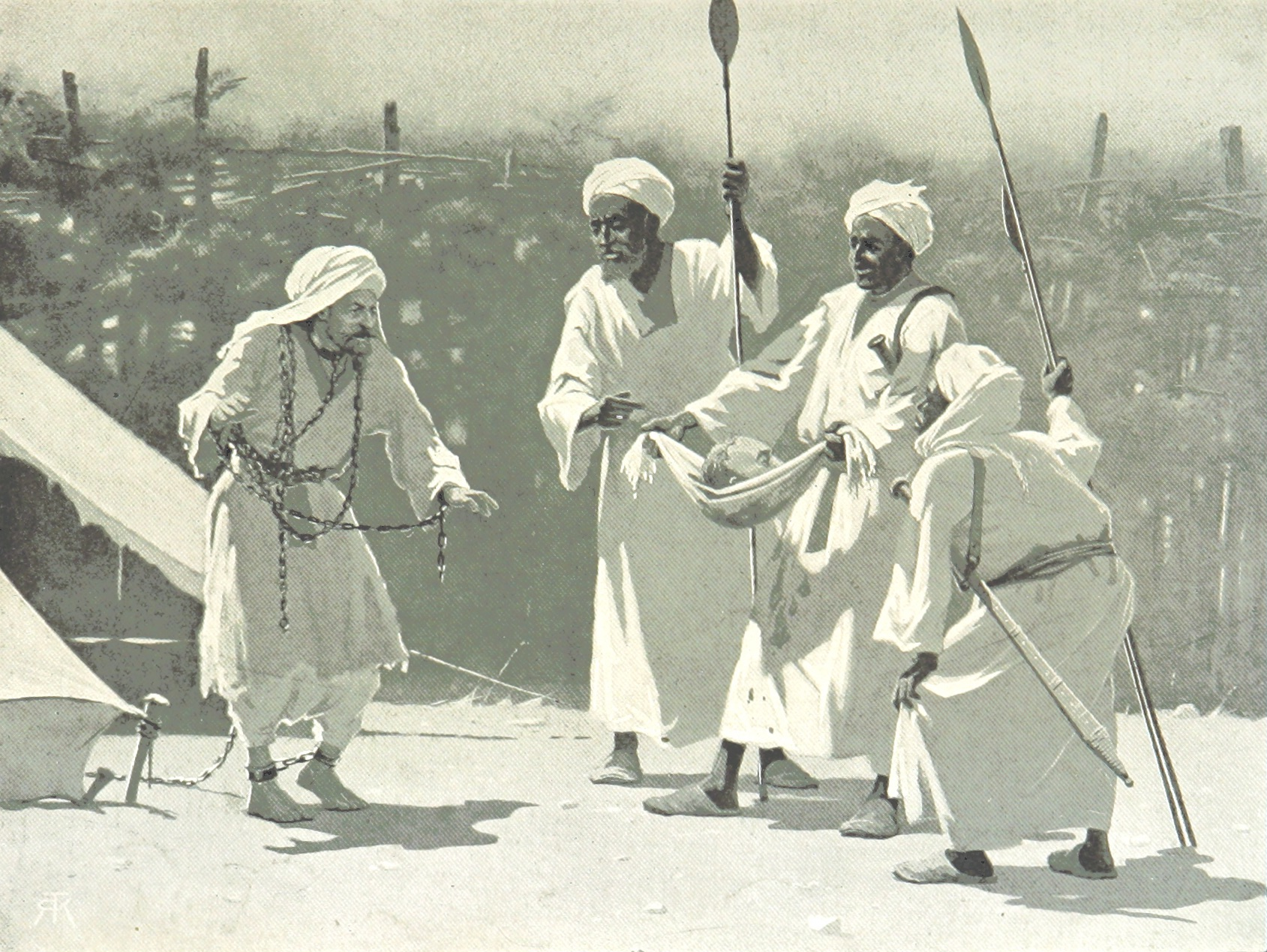
Hình ảnh đầu của Gordon được đưa cho Slatin xem.

Có một câu chuyện năm 1889 về việc Gordon đã đầu hàng khi trao thanh kiếm của mình cho một sĩ quan Mahdist cấp cao, sau đó bị đánh và bị đâm vào hông khi ông ngã xuống cầu thang. Rudolf Slatin, thống đốc người Áo của Darfur, người đã bị phiến quân bắt làm tù binh, đã viết rằng ba người lính đã chỉ cho ông ta cái đầu của Gordon tại lều của ông ta trước khi giao nó cho Mahdi. Khi cái đầu của Gordon được mở ra dưới chân Mahdi, ông ta ra lệnh gắn chặt cái đầu giữa các cành cây "nơi mà tất cả những ai đi qua có thể nhìn nó với vẻ khinh thường, trẻ em có thể ném đá vào nó, và những con diều hâu của sa mạc có thể bay lượn và bay vòng phía trên.". Thi thể của Gordon đã bị xúc phạm và ném xuống giếng.

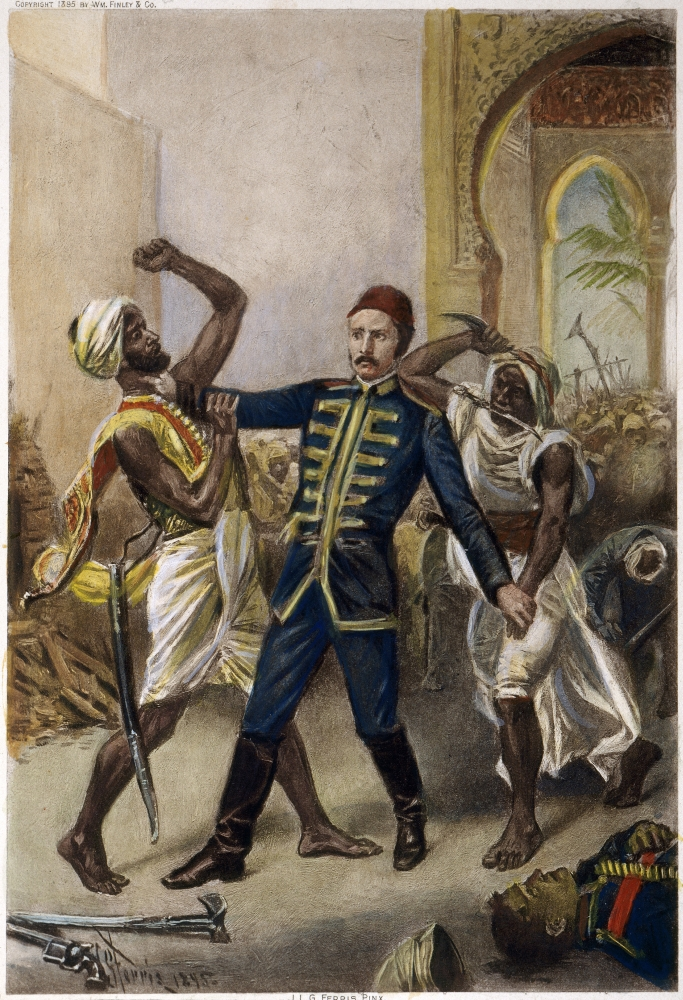
"Cái chết của Tướng Gordon tại Khartoum", của J.L.G. Ferris

Những giờ sau cái chết của Gordon, ước tính có khoảng 10.000 thường dân và thành viên của đơn vị đồn trú đã bị giết ở Khartoum. Cuộc thảm sát cuối cùng đã bị dừng lại theo lệnh của Mahdi.
Thất bại trong việc giải cứu lực lượng của tướng Gordon ở Sudan là một đòn giáng mạnh vào sự ủng hộ với Thủ tướng Gladstone. Nữ hoàng Victoria đã gửi cho ông một bức điện khiển trách, bức điện này đã được đưa lên báo chí.  Những người chỉ trích cho rằng Gladstone đã bỏ bê các vấn đề quân sự và không hành động đủ nhanh để cứu Gordon đang bị bao vây. Những người chỉ trích đã đảo ngược từ viết tắt của ông, "GOM" (viết tắt của "Grand Old Man"), thành "MOG" (viết tắt của "Murderer of Gordon"). 
Gladstone nói với Nội các rằng công chúng quan tâm nhiều đến Gordon và không quan tâm gì đến Sudan, vì vậy ông đã ra lệnh cho Wolseley về nước sau khi biết tin Gordon tử trận. Wolseley, người cho rằng cuộc thám hiểm của ông ta là giai đoạn đầu của một chiến dịch nhằm tái chiếm Sudan, đã vô cùng tức giận và trong một bức điện gửi cho Nữ hoàng Victoria đã khinh thường gọi Gladstone là "thợ thủ công trở thành chính trị gia".
Năm 1885, Gordon đã đạt được sự tử vì đạo mà ông đã tìm kiếm ở Khartoum khi báo chí Anh miêu tả ông như một anh hùng và một vị tử đạo Cơ đốc thánh thiện đã chết một cách cao cả khi chống lại cuộc tấn công của người Hồi giáo Mahdi. Và đến năm 1901, vào ngày kỷ niệm ngày mất của Gordon, tờ The Times đã viết trong một bài xã luận rằng Gordon là "một nhân vật đơn độc giương cao lá cờ của nước Anh trước đám đông Hồi giáo đen tối".